# Jens Reiermann
Jens Reiermann er en dansk journalist, som arbejder på Mandag Morgen. Han har tidligere været på P1-radioprogrammet Orientering, var før det EU-korrespondent for Dagbladet Information. Han er gift med Marianne Reiermann (skolelære) og sammen har de børnene Sebastian Reiermann (iværksætter) og Andreas Reiermann (forsikringskonsulent)